# Easy Serving Espresso

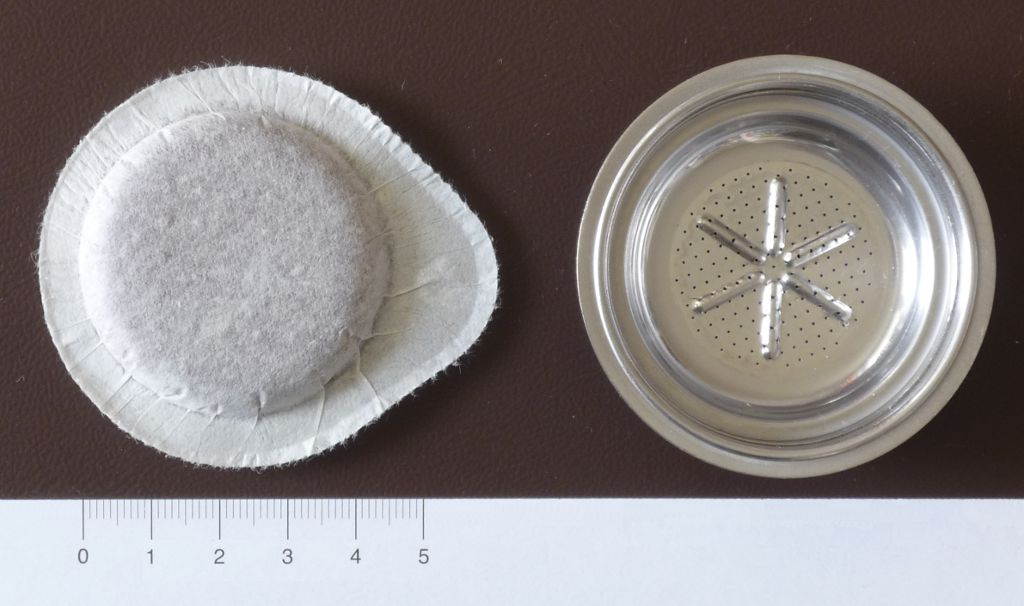
Kávový ESE pod a sítko do klasické páky

E.S.E. (Easy Serving Espresso) je standardizovaný systém přípravy espressa pomocí předem naplněných jednorázových podů. Každý pod obsahuje přibližně 7 gramů pražené a jemně mleté kávy, která je stlačena a uzavřena ve filtračním papíru. Svým tvarem připomíná čajový sáček, avšak je určen výhradně pro přípravu espressa.
Standardy E.S.E. definují přesné parametry, jako jsou množství kávy, stupeň mletí a tlak při stlačení, což umožňuje kompatibilitu mezi různými značkami podů a kávovarů, které tento systém podporují. Existují speciální kávovary navržené pro použití E.S.E. podů, ale lze je využít i v klasických pákových kávovarech za předpokladu, že jsou vybaveny odpovídající mřížkou či vložkou. Při přípravě je káva extrahována pod tlakem 9–15 barů, což zajišťuje výsledný nápoj s typickou cremou, podobně jako při běžném espressu.

## Jak to funguje
Kávový pod E.S.E. je porcovaná káva připravená z pražené, namleté a správně dávkované kávy. Množství kávy, stupeň mletí a komprese do podu je přesně definováno standardy, které zaručují použití podu v libovolném typu E.S.E. kávovaru. Jádrem E.S.E. kávovaru je extrakční komora pro kávový pod, kde pod vysokým tlakem vody (9–15 barů), podobně jako u klasických kávovarů na mletou kávu, vzniká espresso se správnou cremou. Kávový E.S.E POD (anglicky tobolka), v Itálii nazývaný cialde – je tedy porcovaná káva s přesně odměřenou gramáží (cca 7 g) pro přípravu espressa. Umožňuje díky speciální ochranné atmosféře, do níž je balen, jednoduchou a efektivní přípravu espressa bez ztráty aroma. 

## Přednosti
1. Jednoduchá a rychlá příprava. Správné množství kávy v kávovém podu brání chybnému dávkování.
2. Eliminace odpadu a hygiena. Dávkovaná káva hermeticky uzavřená v podu zamezuje ztrátě klasické mleté kávy při sypání do dávkovačů a zamezuje znečištění při ruční manipulaci.
3. Snazší údržba. E.S.E. systém je z podstaty hygieničtější než jiné systémy, což v důsledku vede k menším nárokům na čištění strojů.
4. Konstantní kvalita. Používání E.S.E. technologie umožňuje garanci kvality bez potřeby zkušené obsluhy.
5. Svoboda volby a kompatibilita. Koncový zákazník si může vybrat z nepřeberného množství kávovarů i kávových podů různých značek.